# Endodonta apiculata
Endodonta apiculata es una especie de molusco gasterópodo de la familia Endodontidae en el orden de los Stylommatophora.

## Distribución geográfica
Es endémica de los Estados Unidos.

## Estado de conservación
Se encuentra amenazada de extinción por la pérdida de su hábitat natural.